# Aloísio Lorscheider

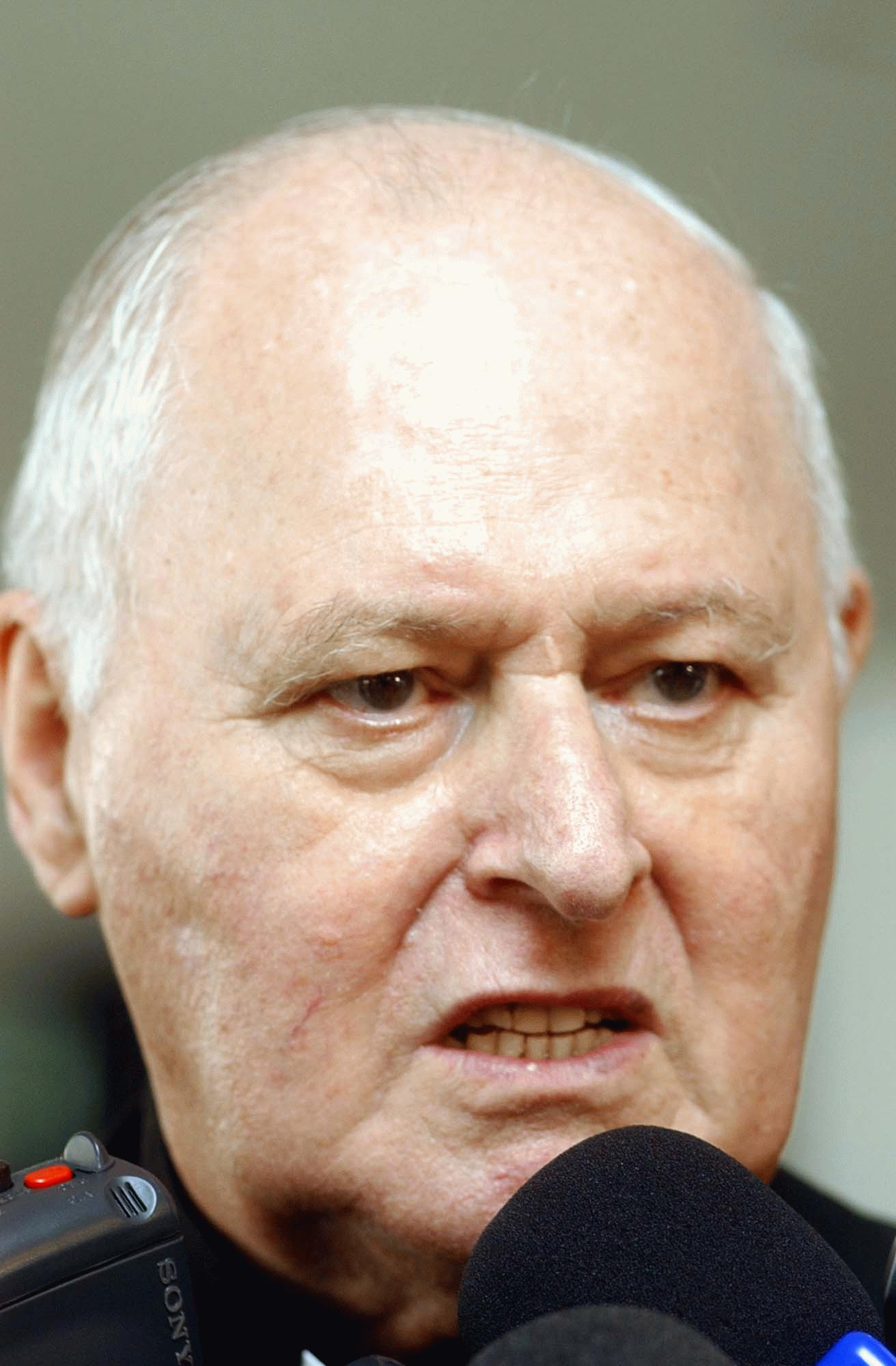
Aloísio Kardinal Lorscheider (2003)

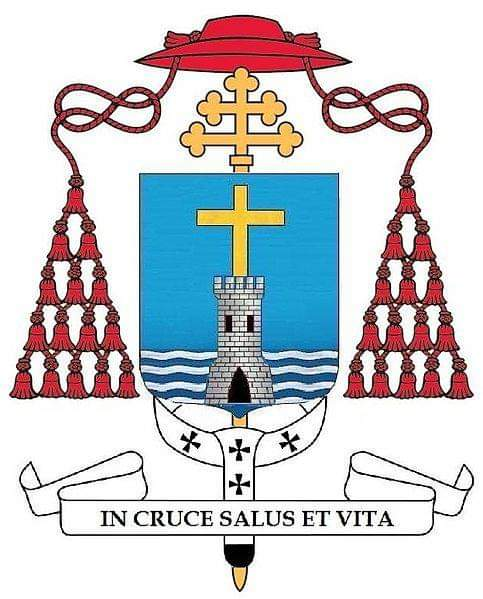
Kardinalswappen

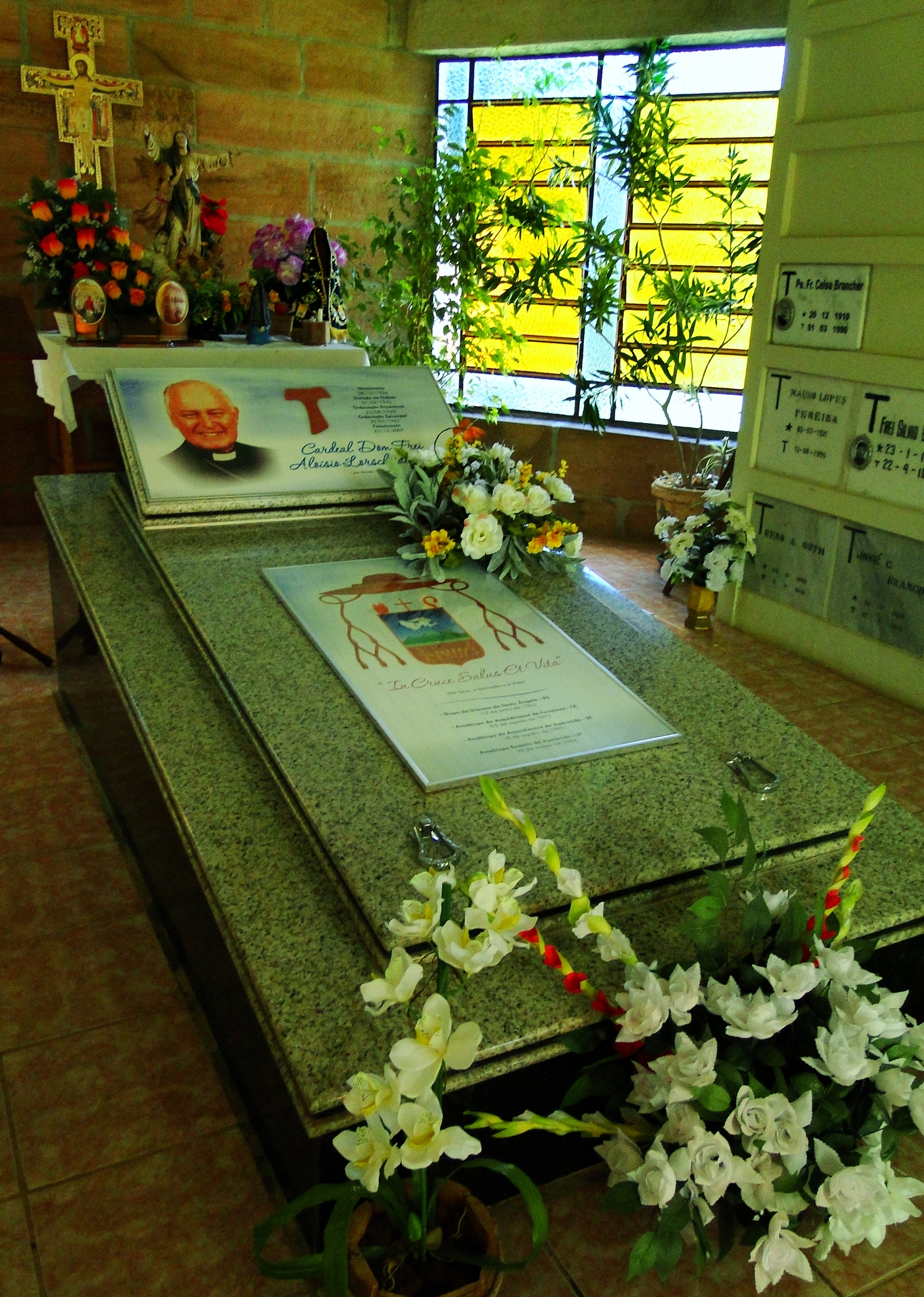
Grab von Kardinal Lorscheider

Aloísio Leo Arlindo Kardinal Lorscheider OFM (* 8. Oktober 1924 in Estrela, Brasilien; † 23. Dezember 2007 in Porto Alegre) war Erzbischof von Aparecida. Zuvor war er 22 Jahre Erzbischof von Fortaleza.

## Leben
Aloísio Lorscheider, Sohn der deutschen Einwanderer Joseph und Veronica Lorscheider, trat mit neun Jahren in das Seminar der Franziskaner von Taquari ein und erhielt dort seine Schulbildung. Anschließend wechselte er nach Divinópolis, wo er Philosophie und Katholische Theologie studierte. Am 1. Dezember 1942 wurde er als Novize der Franziskaner aufgenommen, am 22. August 1946 legte er die Feierliche Profess ab. Am 22. August 1948 empfing er das Sakrament der Priesterweihe.
Lorscheider unterrichtete anschließend zwei Jahre lang Mathematik, Deutsch und Latein am Seminar von Taquiri, ehe ihn sein Vorgesetzter nach Rom an die Päpstliche Universität Antonianum (Pontificio Ateneo Antonianum) entsandte, wo er 1952 zum Doktor der Katholischen Theologie promoviert wurde. Nach seiner Rückkehr nach Brasilien lehrte Lorscheider bis 1958 am Seminar der Franziskaner in Divinópolis und veröffentlichte zahlreiche Essays und Fachaufsätze. Von 1958 bis 1962 war er Dozent an der Päpstlichen Universität Antonianum in Rom. In dieser Zeit übernahm er auch die Betreuung mehrerer katholischer Jugendverbände.
Am 3. Februar 1962 wurde er von Papst Johannes XXIII. zum ersten Bischof des neuerrichteten Bistums Santo Ângelo im südlichsten brasilianischen Bundesstaat Rio Grande do Sul ernannt. Am 20. Mai desselben Jahres empfing er durch Alfredo Vicente Kardinal Scherer die Bischofsweihe. Mitkonsekratoren waren der Bischof von Caxias, Benedito Zorzi, und der Bischof von Uruguaiana, Luiz Felipe de Nadal.
Er nahm an allen vier Sitzungsperioden des Zweiten Vatikanischen Konzils als Konzilsvater teil. Am 26. März 1973 wurde er von Papst Paul VI. zum Erzbischof von Fortaleza ernannt.
Papst Paul VI. nahm ihn am 24. Mai 1976 als Kardinalpriester mit der Titelkirche San Pietro in Montorio in das Kardinalskollegium auf. Lorscheider wurde bekannt für sein großes pastorales Engagement und seine hohe theologische Bildung, mit der er großes Ansehen innerhalb der brasilianischen Bischofskonferenz erlangte, die er schließlich von 1971 bis 1979 leitete. Von 1973 bis 1979 war er darüber hinaus Präsident der Lateinamerikanischen Bischofskonferenz CELAM sowie 1975/75 Präsident von Caritas International.
Im Alter von 70 Jahren wurde er am 12. Juli 1995 zum Erzbischof von Aparecida im Bundesstaat São Paulo bestellt, dem bedeutendsten Wallfahrtsort Brasiliens. Am 28. Januar 2004 wurde seinem Rücktrittsgesuch durch Papst Johannes Paul II. stattgegeben. Am 23. Dezember 2007 verstarb er nach schwerer Krankheit 83-jährig in Porto Alegre.
Sein Cousin war José Ivo Lorscheiter (1927–2007), von 1974 bis 2004 Bischof von Santa Maria.

## Wirken
Lorscheider war Befreiungstheologe und wurde wegen seines sozialen Engagements als „Erzbischof der Armen und Entrechteten“ bezeichnet. Während des Konzils war er einer der Erstunterzeichner des Katakombenpakts. Die Verpflichtung zum sozialpolitischen Engagement und zum Einsatz für die Menschenrechte leitete er vom christlichen Glauben ab. Lorscheider wurde bei den beiden Papstwahlen im August und Oktober 1978 von den Medien als papabile gehandelt.
Am Rande des Katholikentages 1984 in München antwortete Lorscheider auf die Frage, welche Erwartungen die lateinamerikanische Kirche an die deutsche habe: „Unterdrückt euer Land, eure Wirtschaft andere Nationen? Das ist die […] Frage, die die Armen in Lateinamerika an euch Christen in Deutschland stellen. Es ist eine Aufgabe christlicher Solidarität, diese Ausbeutung in Zukunft zu verhindern.“